# Épreuve 4 de Sheffield de snooker 2010
L'Épreuve 4 de Sheffield de snooker 2010 est la quatrième épreuve du championnat du circuit des joueurs 2010-2011. Elle s'est déroulée du 14 au 16 août 2010 à la World Snooker Academy de Sheffield, en Angleterre.
Le tournoi est remporté par Barry Pinches qui triomphe face au favori Ronnie O'Sullivan sur le score de 4 manches à 3 en finale, alors que O'Sullivan menait 3-1. Pinches décroche son premier titre de la saison, lui qui avait échoué en finale à l'Épreuve 2. O'Sullivan s'était pourtant défait d'un tirage compliqué en battant Selby, Trump et Fu sur les scores de 4 manches à 0.

## Dotation et points
Répartition des prix et des points de classement, :
|                        | Dotation | Points |
| ---------------------- | -------- | ------ |
| Vainqueur              | 10 000 £ | 2 000  |
| Finaliste              | 5 000 £  | 1 600  |
| Demi-finalistes        | 2 500 £  | 1 280  |
| Quarts de finalistes   | 1 500 £  | 1 000  |
| Huitième de finalistes | 1 000 £  | 760    |
| 3e tour                | 600 £    | 560    |
| 2e tour                | 200 £    | 360    |
| Total                  | 50 000 £ |        |

## Résultats

### Derniers matchs (à partir des quarts de finale)
,
|  | Quarts de finale au meilleur des 7 manches | Quarts de finale au meilleur des 7 manches | Quarts de finale au meilleur des 7 manches |               |                   | Demi-finales au meilleur des 7 manches | Demi-finales au meilleur des 7 manches | Demi-finales au meilleur des 7 manches |  |  | Finale au meilleur des 7 manches | Finale au meilleur des 7 manches | Finale au meilleur des 7 manches |
|  |                                            |                                            |                                            |               |                   |                                        |                                        |                                        |  |  |                                  |                                  |                                  |
|  |                                            | Ronnie O'Sullivan                          | 4                                          |               |                   |                                        |                                        |                                        |  |  |                                  |                                  |                                  |
|  |                                            | Marco Fu                                   | 0                                          |               |                   |                                        |                                        |                                        |  |  |                                  |                                  |                                  |
|  |                                            | Marco Fu                                   | 0                                          |               | Ronnie O'Sullivan | 4                                      |                                        |                                        |  |  |                                  |                                  |                                  |
|  |                                            |                                            |                                            |               | Ronnie O'Sullivan | 4                                      |                                        |                                        |  |  |                                  |                                  |                                  |
|  |                                            |                                            | Dominic Dale                               | 3             |                   |                                        |                                        |                                        |  |  |                                  |                                  |                                  |
|  |                                            | Dominic Dale                               | Dominic Dale                               | 3             | 4                 |                                        |                                        |                                        |  |  |                                  |                                  |                                  |
|  |                                            | Dominic Dale                               |                                            |               | 4                 |                                        |                                        |                                        |  |  |                                  |                                  |                                  |
|  |                                            | Stephen Maguire                            | 0                                          |               |                   |                                        |                                        |                                        |  |  |                                  |                                  |                                  |
|  |                                            |                                            |                                            |               |                   |                                        |                                        |                                        |  |  |                                  | Ronnie O'Sullivan                | 3                                |
|  |                                            |                                            |                                            | Barry Pinches | 4                 |                                        |                                        |                                        |  |  |                                  |                                  |                                  |
|  |                                            | Barry Pinches                              | 4                                          |               |                   |                                        |                                        |                                        |  |  |                                  |                                  |                                  |
|  |                                            | Liu Song                                   | 2                                          |               |                   |                                        |                                        |                                        |  |  |                                  |                                  |                                  |
|  |                                            | Liu Song                                   | 2                                          |               | Barry Pinches     | 4                                      |                                        |                                        |  |  |                                  |                                  |                                  |
|  |                                            |                                            |                                            |               | Barry Pinches     | 4                                      |                                        |                                        |  |  |                                  |                                  |                                  |
|  |                                            |                                            | Mark Williams                              | 1             |                   |                                        |                                        |                                        |  |  |                                  |                                  |                                  |
|  |                                            | Matthew Stevens                            | Mark Williams                              | 1             | 1                 |                                        |                                        |                                        |  |  |                                  |                                  |                                  |
|  |                                            | Matthew Stevens                            |                                            |               | 1                 |                                        |                                        |                                        |  |  |                                  |                                  |                                  |
|  |                                            | Mark Williams                              | 4                                          |               |                   |                                        |                                        |                                        |  |  |                                  |                                  |                                  |

## Finale
| Finale au meilleur des 7 manches Arbitre :           |                          |                          |
| Ronnie O'Sullivan Angleterre                         | 3 - 4 (3 - 1)            | Barry Pinches Angleterre |
| 0 83                                                 | Centuries Meilleur break | 0 64                     |
| Barry Pinches remporte l'Épreuve 4 de Sheffield 2010 |                          |                          |

## Centuries
- 140  Rory McLeod
- 137, 109, 104  Marco Fu
- 136, 116, 113, 108  Ronnie O'Sullivan
- 135  Joe Perry
- 134, 105  Barry Pinches
- 129, 124  Andy Hicks
- 129  Mark Selby
- 128, 125  Liu Song
- 124, 109  Matthew Stevens
- 124, 107  Mark Davis
- 121  Stuart Pettman
- 119  Gerard Greene
- 116  Barry Hawkins
- 113, 111  Tony Drago
- 113  Jamie Walker
- 110, 105  Alfie Burden
- 109  Michael Holt
- 108  Daniel Wells
- 107  David Gilbert
- 106  Dominic Dale
- 104  Graeme Dott
- 103  Chris Norbury
- 102  Ian Glover
- 102  Stephen Maguire
- 102  Stephen Lee
- 101  Xiao Guodong
- 100  Jamie O'Neill
- 100  Matthew Selt
- 100  Robert Milkins